# Resolució 1569 del Consell de Seguretat de les Nacions Unides
La Resolució 1569 del Consell de Seguretat de les Nacions Unides fou adoptada per unanimitat el 26 d'octubre de 2004. Després d'invocar l'article 28 de la Carta de les Nacions Unides, el Consell va decidir celebrar una reunió de dos dies sobre la situació al Sudan a Nairobi, Kenya.
La reunió tindrà lloc els dies 18 i 19 de novembre de 2004, amb discussions sobre el conflicte del Darfur i la guerra civil al Sudan del Sud. A més, la resolució va afirmar que representants de la Unió Africana i l'Autoritat Intergovernamental per al Desenvolupament estaran presents a la reunió, que també tractaria altres esforços de pau a la regió.
La reunió va ser l'onzena vegada que el Consell de Seguretat s'havia allunyat de la seva seu a la ciutat de Nova York, i la primera vegada que es va celebrar a Nairobi.